# دان شف
دان شف (به انگلیسی: Don Sheff) (زادهٔ ۲۷ ژوئن ۱۹۳۱) شناگر اهل ایالات متحده آمریکا است.